# 김상호 (배우)
김상호(金相浩, 1970년 7월 24일~)는 대한민국의 배우이다.
1994년 연극 《종로 고양이》를 통해 연극 배우로 데뷔했다.

## 출연

### 영화
- 2001년 《흑수선》 ... 탈출포로 역
- 2003년 《똥개》 ... 장손 역
- 2004년 《범죄의 재구성》 ... 휘발류 역
- 2005년 《그때 그사람들》 ... 장원태 역
- 2005년 《너는 내 운명》 ... 김경배 역
- 2005년 《공필두》 ... 지 형사 역
- 2005년 《잠복근무》 ... 장 형사 역
- 2006년 《연애, 그 참을 수 없는 가벼움》 ... 전 상무 역
- 2006년 《각설탕》 ... 홍 반장 역
- 2006년 《타짜》 ... 박무석 역
- 2006년 《국경의 남쪽》 ... 취객 역
- 2007년 《오래된 정원》 ... 건 역
- 2007년 《묘도야화》 ... 출연
- 2007년 《마을금고 연쇄습격사건》 ... 생수 배달원 역
- 2007년 《즐거운 인생》 ... 혁수 역
- 2007년 《식객》 ... 우중거 역
- 2008년 《마지막 선물》 ... 용태 역
- 2008년 《소년 감독》 ... 이장 역
- 2009년 《호우시절》 ... 지사장 역
- 2009년 《10억》 ... 철거용역 반장 역
- 2009년 《전우치》 ... 신부 역
- 2010년 《구르믈 버서난 달처럼》 ... 박돌석 역
- 2010년 《이끼》 ... 전석만 역
- 2011년 《심장이 뛴다》 ... 조 팀장 역
- 2011년 《적과의 동침》 ... 백씨 역
- 2011년 《모비딕》 ... 손진기 역
- 2011년 《챔프》 ... 보안관 역
- 2011년 《완득이》 ... 이두식 역
- 2013년 《런닝맨》 ... 상기 역
- 2013년 《소원》 ... 광식 역
- 2014년 《해무》 ... 호영 역
- 2015년 《미쓰 와이프》 ... 이 소장 역
- 2015년 《뷰티 인사이드》 ... 우진 역
- 2015년 《대호》 ... 칠구 역
- 2016년 《특별수사: 사형수의 편지》 ... 권순태 역
- 2016년 《당신, 거기 있어줄래요》 ... 강태호 역
- 2017년 《조작된 도시》 ... 마덕수 역
- 2017년 《보통사람》 ... 추재진 기자 역
- 2018년 《목격자》 ... 장재엽 역
- 2018년 《협상》 ... 안혁수 역
- 2019년 《양자물리학》 ... 박기헌 역
- 2019년 《패키지》
- 2020년 《용길이네 곱창집》 ... 용길 역
- 2020년 《국제수사》 ... 용배 역
- 2021년 《아무도 없는 곳》 ... 성하 역
- 2023년 《1947 보스톤》 ... 남현 역

### 드라마
- 2008년 KBS2 특별기획드라마 《바람의 나라》 ... 마황 역
- 2009년 MBC 미니시리즈 《트리플》 ... 남 코치 역
- 2010년 SBS 미니시리즈 《검사 프린세스》 ... 나중석 역
- 2011년 SBS 미니시리즈 《시티헌터》 ... 배식중(배만덕) 역
- 2011년 MBC 주말연속극 《반짝반짝 빛나는》 ... 박중혁 역
- 2011년 ~ 2012년 OCN 미니시리즈 《특수사건 전담반 TEN》 ... 백도식 역
- 2012년 KBS2 주말연속극 《넝쿨째 굴러온 당신》 ... 방정배 역
- 2013년 OCN 미니시리즈 《특수사건 전담반 TEN 2》 ... 백도식 역
- 2013년 KBS2 미니시리즈 《칼과 꽃》 ... 소사번 역
- 2014년 KBS2 주말연속극 《참 좋은 시절》 ... 강쌍식 역
- 2014년 SBS 월화드라마 《닥터 이방인》 ... 양정한 역 (특별출연)
- 2014년 KBS2 단막극 《KBS 드라마 스페셜 - 부정주차》 ... 안상식 역
- 2015년 JTBC 금토드라마 《디 데이》 ... 최일섭 역
- 2016년 KBS2 월화드라마 《베이비시터》 ... 조상원 역
- 2016년 MBC 수목드라마 《운빨로맨스》 ... 원대해 역
- 2016년 tvN 월화드라마 《싸우자귀신아》 ... 명철 스님 역
- 2017년 MBC 수목드라마 《미씽9》 ... 황제국 역
- 2017년 MBC 월화드라마 《파수꾼》 ... 오광호 역
- 2019년 Netflix 웹드라마 《킹덤》 ... 무영 역
- 2019년 SBS 금토드라마 《녹두꽃》 ... 최덕기 역
- 2020년 SBS 금토드라마 《앨리스》 ... 고형석 역
- 2021년 tvN 월화드라마 《루카：더 비기닝》 ... 최진환 역
- 2021년 Netflix 웹드라마 《마이네임》 ... 차기호 역
- 2021년 JTBC 수목드라마 《너를 닮은 사람》 ... 윤상호 역
- 2022년 Disney+ 웹드라마 《너와 나의 경찰수업》 … 차유곤 역
- 2022년 JTBC 수목드라마 《인사이더》 ... 목진형 역
- 2022년 Disney+ 웹드라마 《키스 식스 센스》 ... 감독 역 (특별출연)
- 2022년 KBS2 미니시리즈 《진검승부》 ... 박재경 역
- 2023년 ENA 월화드라마 《남남》 … 박상구 역
- 2023년 ENA 수목드라마 《유괴의 날》 ... 박철원 역
- 2024년 JTBC 토일드라마 《하이드》 … 백민엽 역
- 2024년 Disney+ 웹드라마 《지배종》 … 김신구 역
- 2024년 Disney+ 웹드라마 《강력하진 않지만 매력적인 강력반》 … 소속사 배우 역 (사진출연)
- 2024년 TVING, tvN 월화드라마 《좋거나 나쁜 동재》 … 이경학 역 (특별출연)
- 2025년 SBS 월화드라마 《귀궁》 … 풍산 역
- 2025년 tvN 월화드라마 《금주를 부탁해》 ... 한정수 역
- 2025년 tvN 월화드라마 《신사장 프로젝트》 … 김상근 역

### 라디오 프로그램
- 2016년 EBS FM 《EBS 책 읽는 라디오 낭독 시리즈》

### 기타 프로그램
- 2017년 SBS 《TV 나를 향한 빅퀘스천 4부 왜 일하는가?》
- 2018년 SBS 《미추리 8-1000》 - 고정출연
- 2019년 SBS 《미추리 8-1000 2》 - 고정출연
- 2020년 SBS 《런닝맨》 - 게스트(516회, 2020년 8월 16일 방송분 출연)

### 광고
- 2012년 키움증권 에브리바디키움편
- 2014년 365mc 병원·비만클리닉(with 유지현)
- 2016년 LG G5(with 고창석, 예지원, 조재윤, 문정희, 김희원)
- 2021년 농심 짬뽕 건면(with 전광렬)
- 2022년 KCC kcc페인트(with KCM)

## 수상 및 후보
| 연도 | 시상식              | 부문                         | 작품               | 결과 |
| ---- | ------------------- | ---------------------------- | ------------------ | ---- |
| 2007 | 제28회 청룡영화상   | 남우조연상                   | 즐거운 인생        | 수상 |
| 2010 | SBS 연기대상        | 드라마스페셜부문 남자 조연상 | 검사 프린세스      | 후보 |
| 2011 | 제48회 대종상       | 남우조연상                   | 모비딕             | 후보 |
| 2011 | 제25회 부일영화상   | 남우조연상                   | 모비딕             | 후보 |
| 2012 | KBS 연기대상        | 남자 조연상                  | 넝쿨째 굴러온 당신 | 수상 |
| 2018 | 제2회 더 서울어워즈 | 영화부문 남우조연상          | 목격자             | 후보 |
| 2020 | SBS 연기대상        | 남자 조연상                  | 앨리스             | 후보 |